# Jesse Joronen
Jesse Joronen, né le 21 mars 1993 à Rautjärvi, est un footballeur international finlandais qui évolue au poste de gardien de but au Venezia FC.

## Biographie

### En club

#### Jeunesse
Né et élevé dans la petite ville de Rautjärvi située près de la frontière russe, Joronen rejoint la Fulham Academy en 2009.

#### FC Fulham et prêts en Angleterre
En juin 2010, Joronen signa son premier contrat professionnel avec le club, qui le maintiendra jusqu'en 2013. En mai 2012, Joronen signa une prolongation de deux ans avec Fulham qui le garda jusqu'en 2014. Cinq mois plus tard, le 25 octobre 2012, Joronen rejoint le Maidenhead United sous forme de prêt et en février 2013, Joronen est prêté de nouveau, cette-fois ci à Cambridge United. Seulement un jour après sa signature, Joronen retourna à Fulham après avoir refusé d'être le numéro 2 de Cambridge. Joronen est ensuite retourné en Finlande, où il rejoint le club du FC Lahti sous forme de prêt jusqu'en août. Après avoir fait dix-huit apparitions pour le club, où il s'est imposé comme gardien de but titulaire, Joronen retourna dans son club début août. Au début de la saison 2014-15, Joronen signa un contrat de deux ans avec le club jusqu'en 2016. Il fit ses débuts en tant que gardien de but avec le club anglais en EFL Championship contre Ipswich Town le 9 août 2014. Après avoir fait trois autres apparitions pour le club, Joronen a rapidement perdu sa place dans l'équipe première au profit de Marcus Bettinelli et du nouveau gardien de but Gábor Király. Joronen rejoint l'Accrington Stanley en prêt pour un mois le 17 octobre 2014. Il fit ses débuts à  le lendemain lors d'une défaite 2-1 contre le Stevenage FC. Le 27 août 2015, Joronen signa pour Stevenage en prêt jusqu'en janvier 2016. Il fit ses débuts deux jours plus tard, lors d'un match nul 1–1 contre Dagenham & Redbridge.  Joronen marqua son premier but lors d'un dégagement lors d'un match contre Wycombe Wanderers le 17 octobre 2015. Il fit son premier clean-sheet lors d'une victoire 3-0 contre Gillingham au premier tour de la FA Cup. Cependant, après avoir fait onze apparitions pour l'équipe, Joronen se blessa lors de ce même match ce qui mit fin à son prêt. Après le retour dans son club, Joronen parapha une prolongation de contrat  jusqu'en 2017. Au cours de la saison 2016-17, Joronen participa trois fois à la EFL Cup, étant le premier choix devant Bettinelli. À la fin de la saison 2016-17, il s'est vu proposer un nouveau contrat par le club.

#### AC Horsens
Cependant le 10 juillet 2017, Joronen quitta Fulham pour rejoindre l'équipe danoise du AC Horsens, signant un contrat de deux ans. Joronen fit ses débuts à l'AC Horsens lors du match d'ouverture de la saison, lors d'une victoire 2-1 contre l'AGF Aarhus. Le 4 août 2017, il fit son premier clean-sheet, lors d'une victoire 1-0 contre Silkeborg IF, une victoire qui a vu le club monter en tête du tableau.

#### FC Copenhague
Le 15 décembre 2017,  Joronen rejoignit le FC Copenhague pour un montant de 875 000 €. Il a signé un contrat de cinq ans. Il fit  ses débuts en compétition le 23 juillet 2018, jouant l'intégralité d'un match gagné 3-0 en championnat contre le Hobro IK.

#### Brescia Calcio
Le 11 juillet 2019, il s'engage pour trois saisons en faveur du Brescia Calcio, promu en Serie A.

### En équipe nationale
Jesse Joronen est sélectionné avec les moins de 17 ans, les moins de 19 ans (en), puis avec les espoirs. Il reçoit sa première sélection en équipe de Finlande le 23 janvier 2013, lors d'un match contre la Thaïlande.
Il est par la suite membre des 26 joueurs sélectionnés par Markku Kanerva pour disputer l'Euro 2020, première compétition internationale officielle de l'histoire pour les finlandais. Malheureusement pour lui, il ne disputera aucun des matchs du tournoi face au Danemark, la Russie et la Belgique. Les finlandais sortiront dès la phase de poules.